# Aongstroemia subinclinata
Aongstroemia subinclinata là một loài Rêu trong họ Dicranaceae. Loài này được (Lorentz) Müll. Hal. mô tả khoa học đầu tiên năm 1900.